# Кувейтские башни
Кувейтские башни — комплекс из трёх железобетонных башен в Эль-Кувейте, расположенных на мысу, выдающемся в воды Персидского залива.
Первоначальное утилитарное назначение башен — поддерживать давление воды в водопроводной сети города. Однако, обладая яркой индивидуальностью и архитектурной выразительностью, Кувейтские башни стали всемирно известной достопримечательностью и символом столицы ближневосточного эмирата.
Три башни, две из которых являются водонапорными, а третья, самая тонкая, несёт электрическое оборудование и прожекторы для освещения первых двух, спроектированы шведским архитектором Малене Бьёрном и построены белградской строительной компанией «Энергопроект». Эмир Кувейта шейх Джабер аль-Ахмед лично осуществил выбор проекта из нескольких, представленных на конкурс. Башни были сооружены в 1971—1976 годах и торжественно открыты 26 февраля 1977 года. В ходе войны в Персидском заливе 1990—1991 годов они пострадали, но были восстановлены к 2012 году и теперь встречают туристов в своём прежнем великолепии.
Центральная водонапорная башня имеет 187 метров в высоту и привлекает внимание двумя надетыми на башню шарами. Нижний шар является ёмкостью для воды объёмом 4500 кубических метров, внутри же верхнего шара, находящегося на высоте 123 метра над уровнем земли, на вращающейся платформе расположен панорамный ресторан на 90 мест. Платформа вместе со столиками и всеми посетителями ресторана делает полный оборот за 30 минут. Высота второй водонапорной башни с одним шаром — 147 метров; две башни вместе способны запасти до 9 тысяч кубических метров воды.
Своеобразный внешний вид сферических башенных конструкций достигается за счёт особого покрытия, состоящего из множества стальных дисков синего, зелёного и серого цветов. Это оформление, по словам архитектора башен Малене Бьёрна, призвано напоминать о сине-голубых мозаичных куполах средневековых мечетей. Всего три шара отделаны более чем сорока тысячами таких дисков восьми оттенков, расположенных по спирали.
Будучи символом современного Кувейта и объектом, неизменно привлекающим туристов, кувейтские башни эффектно освещены в тёмное время суток. Изящный силуэт башен можно видеть и на банкноте в один кувейтский динар.
В 1980 году эти водонапорные башни, совместно с Кувейтскими водонапорными башнями (комплекс из 31 башни был построен также в Эль-Кувейте в 1970—1976 годах), получил Премию Ага Хана по архитектуре.